# Clément Alleno
Clément Alleno (Saint-Brieuc, 8 oktober 2000) is een Frans wielrenner die in 2023 prof werd bij Burgos-BH.

## Carrière
Na enkele jaren en overwinningen in het Franse amateurcircuit werd Alleno in 2023 prof bij Burgos-BH. Zijn debuut voor de ploeg maakte hij in La Tropicale Amissa Bongo, waar hij achtste werd in het door Geoffrey Soupe gewonnen klassement. Zijn debuut in de World Tour maakte hij in april, toen hij aan de start stond van de Waalse Pijl. Later dat jaar werd hij onder meer vijfde in een etappe in de Ronde van Turkije.
In februari 2025 werd Alleno twaalfde in de Ronde van Murcia. Twee dagen later maakte hij deel uit van de vroege vlucht in de Clásica Jaén.

## Resultaten in voornaamste wedstrijden
|      | \| Jaar \| Waalse Pijl \| \| ---- \| ----------- \| \| 2023 \| 142e \| |
| Jaar | Waalse Pijl                                                            |
| 2023 | 142e                                                                   |

## Ploegen
- 2023 –  Burgos-BH
- 2024 –  Burgos-BH
- 2025 –  Burgos Burpellet BH

Alleno · Álvarez · Angulo · Aparicio · Ardila (tot 23/8) · Barthe · Bol · Díaz · Ezquerra · Fagundez · M. Fernández · Franco · Fuentes · Langellotti · Madrazo · Mora (vanaf 9/5) · Navarro · Okamika · Orts · Pelegrí · Peñalver · Sánchez · Delgado (stagiair) · S. Fernandez (stagiair)
Alleno · Álvarez · Angulo · Aparicio · Bol · Bouglas · Chumil · Delgado · Díaz · Ezquerra · Fagundez · Fernandez · Franco · Fuentes · Gate · Jackson · Langellotti · Mora · Okamika · Pelegrí · Sainbayar · Vacek · Bennassar (stagiair) · Cabedo (stagiair) · Rey (stagiair)